# Jim Stynes
James Peter Stynes (Dublín, 23 de abril de 1966-Melbourne, 20 de marzo de 2012) fue un futbolista irlandés naturalizado australiano. Comenzó su carrera en el fútbol gaélico y después transicionó al fútbol de reglas australianas, convirtiéndose en una de las estrellas de la Australian Football League en los años 1990. Posteriormente fue presidente del Melbourne Football Club, trabajador social y una figura pública en la lucha contra el cáncer.

## Biografía
Nacido en 1966 en Dublín, Irlanda, siendo el mayor de seis hermanos en una familia numerosa y humilde del distrito de Rathfarnham. Comenzó a jugar al fútbol gaélico desde joven y durante un tiempo lo llegó a compaginar con el rugby. Su mayor logro en ese deporte fue el campeonato sub-17 de 1984 en el equipo representativo de Dublín.
Cuando tenía 18 años, Stynes prestó atención a un anuncio de periódico donde el Melbourne Football Club, un equipo de fútbol australiano, estaba seleccionando jugadores de fútbol gaélico para ofrecerles becas deportivas con gastos cubiertos, una medida impulsada por el entrenador Ron Barassi. Hasta entonces, el único contacto de Stynes con el fútbol australiano había sido a través de una película en televisión, The Club, pero se animó a presentarse para poder continuar sus estudios. Resultó elegido para hacer un curso de adaptación al nuevo deporte, y el 7 de noviembre de 1984 llegó a Australia con un contrato juvenil por dos temporadas.
La adaptación de Stynes al fútbol australiano fue rápida: pronto se convirtió en un destacado ruckman, posición en la que el jugador intenta ganar la mayoría de balones aéreos. En 1987 debutó con el primer equipo del Melbourne F. C. y se mantuvo con ellos hasta su retirada en 1998, con un récord de 244 partidos consecutivos en doce temporadas y 264 en total. La irrupción del irlandés coincidió con una mejoría en los resultados de Melbourne, que pasó de ser uno de los equipos más débiles de la Australian Football League (AFL) a disputar las fases finales por el campeonato, si bien no logró ningún título. La temporada de 1991 fue la más brillante de su carrera al ganar dos premios al mejor jugador: la Medalla Brownlow —votado por los árbitros— y el Trofeo Leigh Matthews —otorgado por la AFL—. Además, fue incluido en el equipo ideal de la AFL en 1991 y 1993.

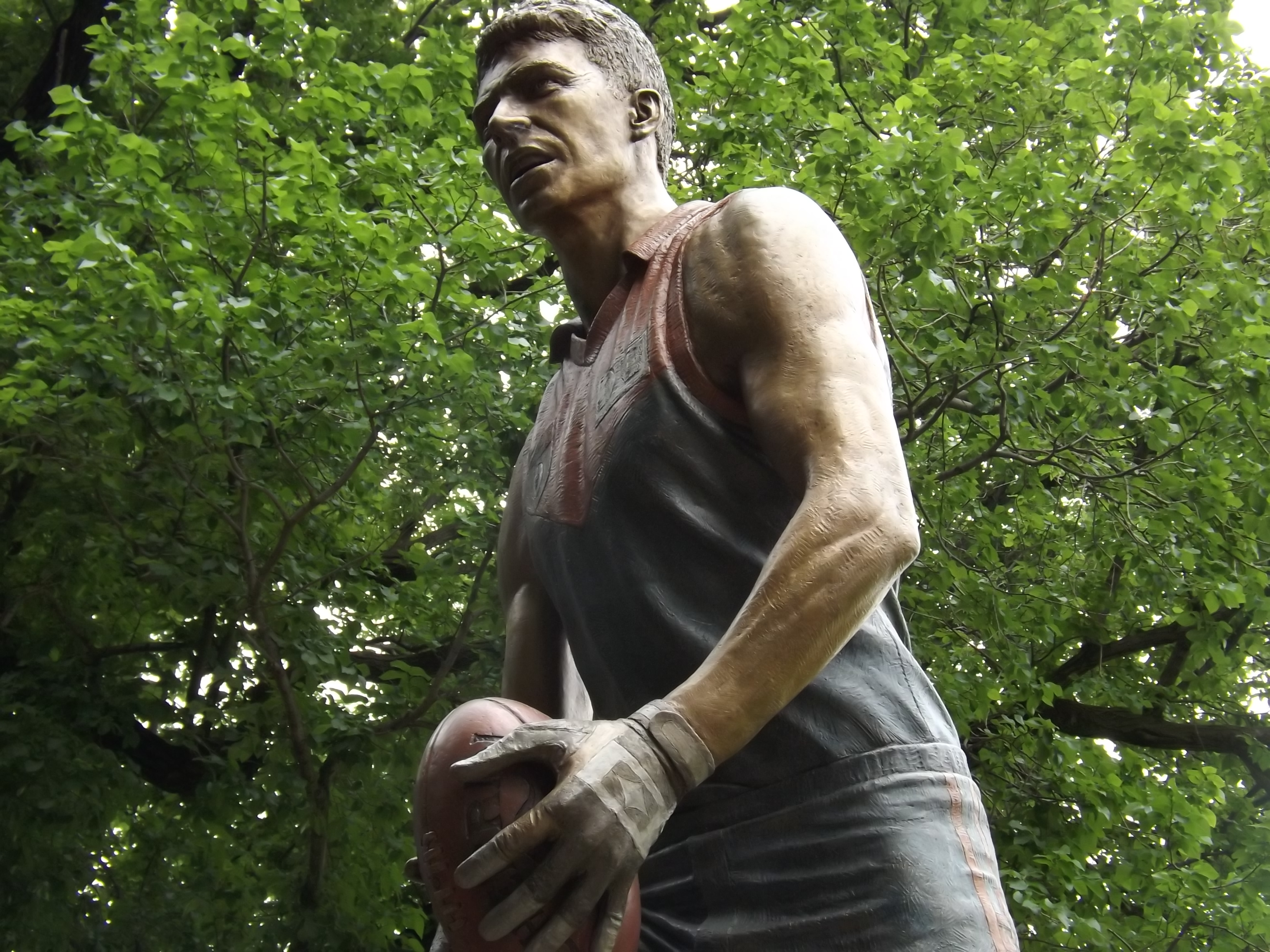
Estatua de Jim Stynes en los alrededores del Melbourne Cricket Ground.

Se considera que Stynes redefinió la figura del ruckman en el fútbol australiano: mientras otros jugadores en esa posición suelen permanecer en la parte central del campo, el irlandés destacó por su continua movilidad para ganar balones en zona de gol. Así mismo, fue una figura popular en Irlanda porque inspiró a otros jugadores de fútbol gaélico a convertirse en deportistas profesionales a través de Australia, tales como Zach Tuohy —quien en 2023 se convirtió en el irlandés con más partidos disputados—o Tadhg Kennelly, el primero en proclamarse campeón de liga en 2005.
Después de retirarse del deporte, Stynes escribió una biografía sobre su adaptación en Australia y se centró en una organización benéfica para jóvenes, The Reach Foundation, que había ayudado a fundar en 1994. En 2008 se convirtió en el presidente del Melbourne Football Club, que en aquel momento atravesaba una grave crisis financiera y deportiva, y llevó a cabo un plan para sanear sus cuentas.
En julio de 2009, Stynes hizo público que padecía un cáncer de piel con pronóstico grave. Aunque se mantuvo en la presidencia del Melbourne mientras seguía tratamiento, su condición empeoró y en 2010 tuvo que someterse a una operación por metástasis cerebral. Ese mismo año Stynes accedió a grabar su experiencia en un documental para Nine Network, Every Heart Beats True: The Jim Stynes Story, en el que pretendía concienciar sobre la investigación contra el cáncer. Stynes se mantuvo al frente de la presidencia del Melbourne F. C. hasta febrero de 2012.
Jim Stynes falleció el 20 de marzo de 2012, a los 45 años, arropado por su familia en su hogar de San Kilda. El gobierno de Victoria le rindió un funeral de estado y sus restos mortales fueron incinerados. Además, fue homenajeado tanto por la Australian Football League como por la Liga Nacional de Fútbol Gaélico. En 2014 se inauguró una estatua en su honor en el entorno del Melbourne Cricket Ground, el mayor estadio de la ciudad, y el ayuntamiento puso su nombre a un puente sobre el río Yarra en el céntrico distrito de Docklands.

## Vida personal

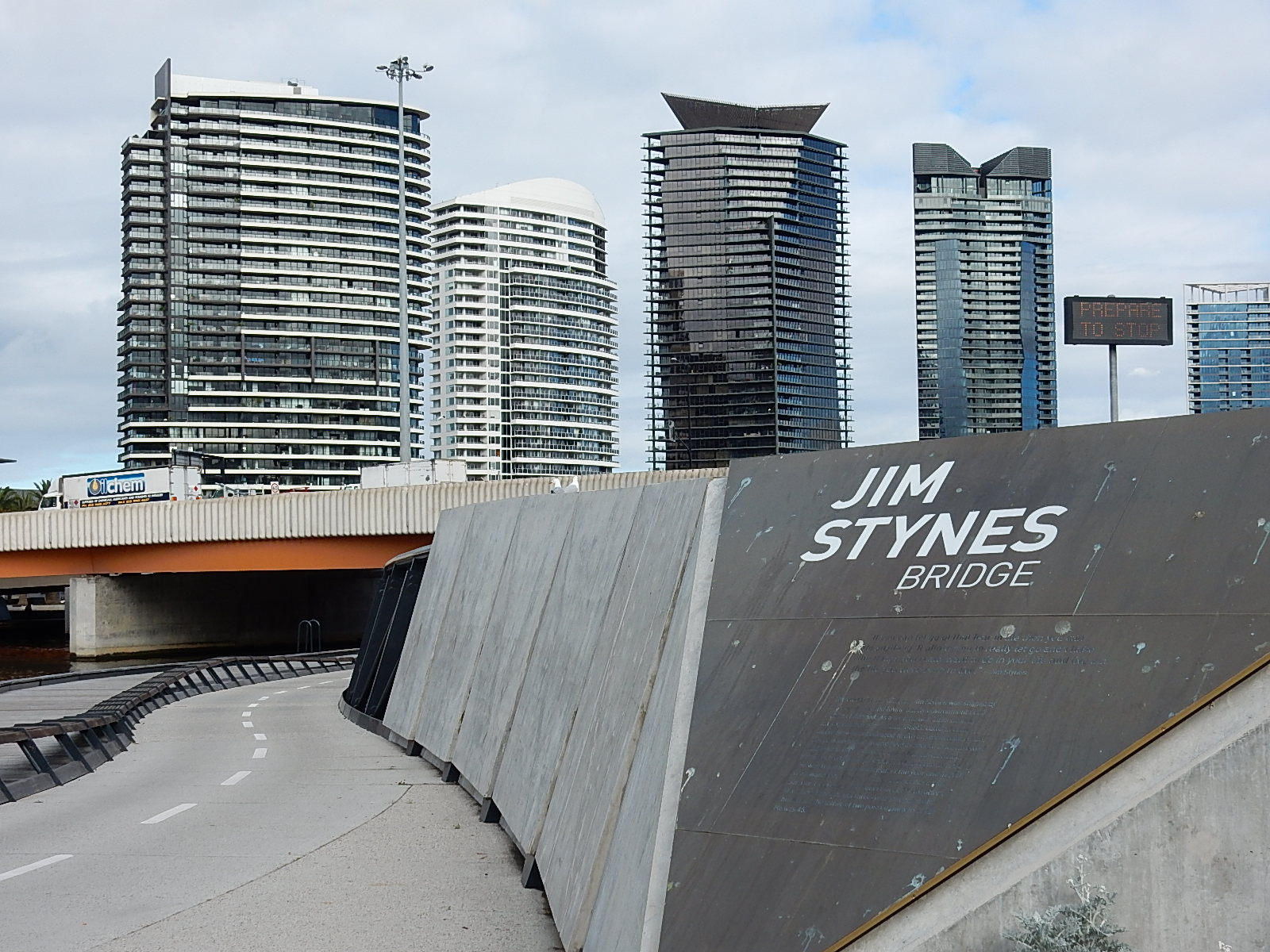
Inscripción del puente Jim Stynes sobre el río Yarra en Melbourne.

La familia de Stynes tiene una fuerte vinculación con el fútbol gaélico. Su tío Joe Stynes había sido campeón nacional con el equipo de Dublín en 1923, jugador de fútbol en el Bohemians F. C. y militante del ejército republicano irlandés. Su hermano menor, Brian Stynes, llegó a ser contratado por Melbourne F. C. en la temporada 1992, pero a diferencia de Jim no pudo adaptarse y solo disputó dos partidos antes de regresar a Irlanda, donde ganó la liga gaélica con Dublín en 1995. Otro de sus hermanos menores, David Stynes, fue jugador de fútbol australiano a nivel amateur.
Jim Stynes y su esposa, Samantha Ludbey-Stynes, tuvieron una hija, Matisse, y un hijo, Tiernan. Sus padres, nacidos en Irlanda, terminaron emigrando a Australia y obtuvieron la nacionalidad en 2010.
Además de convertirse en deportista profesional, el jugador cumplió su propósito de emigrar a Australia para continuar sus estudios. Allí se licenció en Ciencias Sociales por el Instituto Real de Tecnología de Melbourne, completó una maestría en trabajo social con jóvenes, y obtuvo un doctorado honoris causa por la Universidad Católica de Australia. En 2007 fue condecorado con la medalla de la Orden de Australia.